# Svetlana Osipova
Svetlana Osipova (født 3. maj 2000) er en usbekisk taekwondo-udøver.
Hun repræsenterede Usbekistan ved sommer-OL 2020 i Tokyo, hvor hun blev elimineret i første runde.
Ved sommer-OL 2024 i Paris vandt hun sølv.